# Martin Petrina
Martin Petrina (ur. 9 sierpnia 1980 w Topolczanach) – słowacki hokeista.

## Kariera
- VTJ Topolczany (1995–2002)
- HKm Zvolen (2001)
- HK Nitra (2002–2007)
  -  HK Levice (2006)
  -  Lokomotíva Nové Zámky (2007)
- MHK Kežmarok (2007–2008)
- Podhale Nowy Targ (2008–2009)
- HK Nitra (2009–2010)
- Naprzód Janów (2010–2011)
- Edinburgh Capitals (2011–2012)
- HC Topoľčany (2012–2013)
- HK Dukla Michalovce (2012–2013)

Wychowanek klubu HC Topolczany. Od września 2011 do 2012 zawodnik szkockiego klubu Edinburgh Capitals występującego w rozgrywkach Elite Ice Hockey League. Następnie zawodnik macierzystego klubu HC Topoľčany. Od sierpnia 2013 zawodnik klubu HK Dukla Michalovce.

## Sukcesy
Klubowe
- Mistrzostwo 1. ligi: 2003 z HK Nitra
- Brązowy medal mistrzostw Słowacji: 2006 z HK Nitra
- Brązowy medal mistrzostw Polski: 2009 z Podhalem Nowy Targ